# Ucuetis
Ucuetis era una divinità gallica con alcune attribuzioni del dio Vulcano, protettore della corporazione dei fabbri. Nel sito di Alesia è stato rinvenuto un grande tempio dedicato ad Ucuetis, posto ai limiti della zona pubblica della città gallo - romana e in posizione dominante la vallata sottostante. La grandezza, la posizione e anche la finezza architettonica della costruzione, una delle meglio conservate del sito, fanno ritenere che il dio occupasse una posto rilevante nell'Olimpo gallico. Nel museo della cittadina una lapide di marmo con una delle più lunghe iscrizioni in lingua celtica pervenuteci invoca il nome del dio.